# سمان الغابة أسود الظهر
سمان الغابة أسود الظهر (الاسم العلمي: Odontophorus melanonotus) (بالإنجليزية: Dark-backed Wood-quail)‏ هو نوع من الطيور يتبع جنس سمان الغابة من فصيلة سمان العالم الجديد.